# Arrajaure
Arrajaure är en sjö i Arjeplogs kommun i Lappland och ingår i Skellefteälvens huvudavrinningsområde. Sjön har en area på 1,12 kvadratkilometer och ligger 504,1 meter över havet. Arrajaure ligger i Hornavan-Sädvajaure fjällurskog Natura 2000-område. Sjön avvattnas av vattendraget Skidnakjåkkå.

## Delavrinningsområde
Arrajaure ingår i det delavrinningsområde (738327-152808) som SMHI kallar för Utloppet av Arrajaure. Medelhöjden är 653 meter över havet och ytan är 18,1 kvadratkilometer. Det finns inga avrinningsområden uppströms utan avrinningsområdet är högsta punkten. Skidnakjåkkå som avvattnar avrinningsområdet har biflödesordning 2, vilket innebär att vattnet flödar genom totalt 2 vattendrag innan det når havet efter 364 kilometer. Avrinningsområdet består mestadels av skog (72 procent) och kalfjäll (15 procent). Avrinningsområdet har 2,04 kvadratkilometer vattenytor vilket ger det en sjöprocent på 11,3 procent.